# Patrice Lhôtellier
Patrice Lhôtellier (Romilly-sur-Seine, 1966. augusztus 8. –) olimpiai és világbajnok francia tőrvívó.